# 金切什巴尼奥
金切什巴尼奥，是匈牙利费耶尔州所辖的一个村。总面积10.87平方公里，总人口1505，人口密度138.5人/平方公里（2011年1月1日）。